# 浅利義信
浅利 義信（あさり よしのぶ、1778年（安永7年） - 1853年3月29日（嘉永6年2月20日））は、日本の剣客。中西派一刀流。通称、又七郎。
下総国松戸の生まれで、剣術を学ぶ前はアサリ屋を営んでいた。江戸の一刀流中西道場第3代の中西子啓に学ぶ。同門に寺田宗有、白井亨、高柳又四郎がいた。突きを得意とし、若狭国小浜藩江戸屋敷の剣術指南を勤めた。
義信の姪で養女のかつと結婚した千葉周作が道場を継いだが、組太刀の改変をめぐって義信と周作は衝突を起こしてついに物別れとなり、周作夫妻は義信から独立して北辰一刀流を興すこととなる。主を失った浅利道場を守るため、義信は新たに中西家から義明を養子に迎えた。
義信の弟子に遠藤五平太がいる。